# Sedlescombe
 (août 2023).
Sedlescombe est une paroisse civile et un village du Sussex de l'Est, en Angleterre.